# Премія принцеси Астурійської

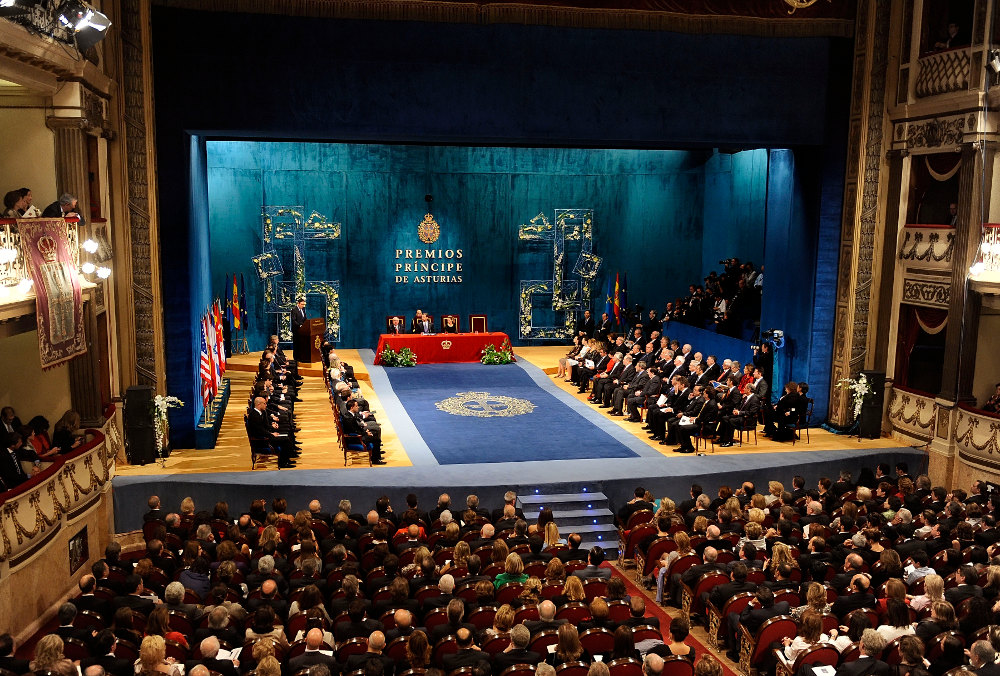
Церемонія нагородження, 2010

Премія принцеси Астурійської (ісп. Premios Princesa de Asturias) — міжнародна премія, що присуджується в Іспанії. Надається за вісьмома категоріями: за досягнення в мистецтві, суспільних науках, соціальних науках, гуманітарній діяльності, міжнародному співробітництві, спорті, наукових і технічних дослідженнях, «Згода». Субсидується з Фонду Принцеси Астурії.
Премію Premios Príncipe de Asturias було започатковано 24 вересня 1980 року тоді дванадцятирічним принцом Астурійським Філіпом, наслідним принцом Іспанського престолу, з 1981 вона щороку вручається в Ов'єдо. Після коронації Філіпа VI у червні 2014 було оголошено, що з 2015 року Фонд і Премія носитимуть ім'я принцеси Астурійської, відповідно до нинішньої спадкоємиці трону, принцеси Леонори.

## Відомі лауреати

### Мистецтво
- 1981: Хесус Лопес Кобос[en]
- 1982: Пабло Серрано[en]
- 1983: Еусебіо Семпере[en]
- 1984: Орфеон Доностіарра[en]
- 1985: Антоніо Лопес Гарсія[en]
- 1986: Луїс Гарсія Берланга[en]
- 1987: Едуардо Чільїда
- 1988: Хорхе Отейса
- 1989: Оскар Німеєр
- 1990: Антоні Тапіес
- 1991: Вікторія де лос Анхелес, Тереса Берганса, Монсеррат Кабальє, Хосе Каррерас, Пласідо Домінго, Альфредо Краус та Пілар Лоренгар[en]
- 1992: Роберто Себастьян Матта[en]
- 1993: Франсіско Хав'єр Саенц де Ойза
- 1994: Алісія де Ларроча
- 1995: Фернандо Фернан Гомес
- 1996: Хоакін Відре Родріго
- 1997: Вітторіо Гассман
- 1998: Себастьян Сальгадо
- 1999: Сантьяго Калатрава
- 2000: Барбара Гендрікс[en]
- 2001: Кшиштоф Пендерецький
- 2002: Вуді Аллен
- 2003: Мігель Барсело[en]
- 2004: Пако де Лусія
- 2005: Майя Плісецька та Тамара Рохо[en]
- 2006: Педро Альмодовар
- 2007: Боб Ділан
- 2008: Sistema de Orquesta Juvenil e Infantil de Venezuela[en]
- 2009: Норман Фостер
- 2010: Річард Серра[en]
- 2011: Рікардо Муті
- 2012: Рафаель Монео
- 2013: Міхаель Ганеке
- 2014: Френк Гері
- 2015: Френсіс Форд Коппола
- 2016: Нурія Есперт
- 2017: Вільям Кентрідж[en]
- 2018: Мартін Скорсезе
- 2019: Пітер Брук
- 2020: Енніо Морріконе, Джон Вільямс
- 2021: Марина Абрамович

### Взаємодія та гуманітарна діяльність
- 1981: Марія Самбрано
- 1982: Маріо Бунхе
- 1983: El País газета
- 1984: Клаудіо Санчес-Альборнос[en]
- 1985: Хосе Ферратер Мора
- 1986: O Globo[en]
- 1987: El Espectador[en] газета та El Tiempo (Colombia) газета
- 1988: Орасіо Саенс Герреро[es]
- 1989: Fondo de Cultura Económica[en] та Педро Лаїн Ентральго[en]
- 1990: Центральноамериканський університет[en]
- 1991: Луїс Марія Ансон
- 1992: Еміліо Гарсія Гомес[en]
- 1993: журнал Vuelta (журнал)[en] під орудою Октавіо Пас
- 1994: Іспанські Християнські місії в Руанді та Бурунді
- 1995: Хосе Луїс Лопес Арангурен[es] та агенція EFE
- 1996: Індро Монтанеллі та Хуліан Маріас[en]
- 1997: CNN та Вацлав Гавел
- 1998: Рейнгард Мон та Сомалі Мам[en]
- 1999: Instituto Caro y Cuervo[en]
- 2000: Умберто Еко
- 2001: Джордж Стейнер
- 2002: Ганс Магнус Енценсбергер
- 2003: Ришард Капусцінський та Густаво Гутьєррес
- 2004: Жан Даніель[en]
- 2005: Alliance française, Società Dante Alighieri[en], British Council, Goethe-Institut, Інститут Сервантеса, Instituto Camões[en]
- 2006: National Geographic Society
- 2007: Nature та Science журнали
- 2008: Google
- 2009: National Autonomous University of Mexico
- 2010: Ален Турен та Зигмунт Бауман
- 2011: Royal Society
- 2012: Сігеру Міямото
- 2013: Анні Лейбовіц
- 2014: Хоакін Сальвадор Лавадо «Кіно»
- 2015: Еміліо Льєдо[en]
- 2016: Джеймс Нахтвей[en]
- 2017: Les Luthiers[en]
- 2018: Альма Гільєрмопр'єто[en]
- 2019: Музей Прадо
- 2020: Guadalajara International Book Fair[en] & Hay Festival[en]
- 2021: Глорія Стайнем

### Міжнародна співпраця
- 1981: Хосе Лопес Портільйо
- 1982: Енріке В. Іглесіас[en]
- 1983: Белісаріо Бетанкур Куартас
- 1984: Контадорська група
- 1985: Рауль Альфонсин
- 1986: Університет Саламанки та Коїмбрський університет
- 1987: Хав'єр Перес де Куельяр
- 1988: Оскар Аріас, Фатіха Будіаф
- 1989: Жак Делор та Михайло Горбачов
- 1990: Ганс-Дітріх Геншер
- 1991: Управління Верховного комісара ООН у справах біженців (UNHCR)
- 1992: Нельсон Мандела та Фредерік Віллем де Клерк
- 1993: UNPROFOR
- 1994: Ясір Арафат та Іцхак Рабин
- 1995: Маріу Суареш
- 1996: Гельмут Коль
- 1997: Уряд Гватемали та Гватемальська національна революційна єдність[en]
- 1998: Фатіха Будіаф, Олеїнка Косо-Томас[en], Граса Машел[en], Рігоберта Менчу, Фатана Ісак Гаїлані[es], Емма Боніно та Сомалі Мам[en]
- 1999: Педро Франсіско Дуке, Джон Гленн, Тіакі Мукаї та Валерій Поляков
- 2000: Фернандо Енріке Кардозо
- 2001: Міжнародна космічна станція (МКС)
- 2002: Науковий комітет з антарктичних досліджень
- 2003: Луїз Інасіо Лула да Сілва
- 2004: ЄС Програма Еразмус
- 2005: Сімона Вейль
- 2006: Фонд Білла і Мелінди Гейтс
- 2007: Альберт Ґор
- 2008: Ifakara Health Institute[en] (Танзанія), Malaria Research and Training Centre (Малі), Kintampo Health Research Centre (Гана) та Manhiça Centre of Health Research (Мозамбік)
- 2009: Всесвітня організація охорони здоров'я (WHO)
- 2010: The Transplantation Society та National Transplant Organization[en]
- 2011: Білл Дрейтон[en]
- 2012: Міжнародний рух Червоного Хреста і Червоного Півмісяця
- 2013: Товариство імені Макса Планка
- 2014: Програма Фулбрайта
- 2015: Wikipedia
- 2016: Рамкова конвенція ООН про зміну клімату та Паризька угода (2015)
- 2017: Латиноамериканське товариство Америки[en]
- 2018: Amref Health Africa[en]
- 2019: Салман Хан та Академія Хана
- 2020: GAVI
- 2021: Camfed[en]

### Суспільні науки
- 1981: Роман Перпінья Грау[es]
- 1982: Антоніо Домінгес Ортіс[en]
- 1983: Хуліо Каро Бароха[en]
- 1984: Едуардо Гарсія де Ентеррія[en]
- 1985: Рамон Каранде[en]
- 1986: Хосе Луїс Пінільос[es]
- 1987: Хуан Лінц
- 1988: Луїс Дьес дель Корраль[en] та Луїс Санчес Ахеста[es]
- 1989: Енріке Фуентес Кінтана[en]
- 1990: Родріго Урія Гонсалес[es]
- 1991: Мігель Артола
- 1992: Хуан Веларде Фуертес[es]
- 1993: Сільвіо Савала[en]
- 1994: Ауреліо Менендес[es]
- 1995: Joaquim Veríssimo Serrão[en]
- 1996: Джон Елліотт[en]
- 1997: Мартін де Рікер і Морера[en]
- 1998: Жак Сантер та П'єр Вернер
- 1999: Реймонд Карр[en]
- 2000: Карло Марія Мартіні
- 2001: Colegio de México[en] та Луїс Санчес Ахеста[es]
- 2002: Ентоні Ґіденс
- 2003: Юрґен Габермас
- 2004: Пол Кругман
- 2005: Джованні Сарторі
- 2006: Мері Робінсон
- 2007: Ральф Дарендорф
- 2008: Цветан Тодоров
- 2009: Девід Аттенборо
- 2010: Команда археологів що дослідила Теракотову армію в Сіань
- 2011: Говард Ґарднер англ. Howard Gardner
- 2012: Марта Нуссбаум
- 2013: Саскія Сассен
- 2014: Джозеф Перес[en]
- 2015: Естер Дуфло
- 2016: Мері Берд
- 2017: Карен Армстронг
- 2018: Майкл Сендел
- 2019: Alejandro Portes[en]
- 2020: Дені Родрик
- 2021: Амартія Сен

### Спорт
| Рік  |                                                                                     |                  |                 |
| Рік  | Переможець                                                                          | Вид спорту       | Країна          |
| ---- | ----------------------------------------------------------------------------------- | ---------------- | --------------- |
| 1987 | Себастьян Коу                                                                       | Легка атлетика   | Велика Британія |
| 1988 | Хуан Антоніо Самаранч                                                               | Олімпійські ігри | Іспанія         |
| 1989 | Север'яно Баллестерос                                                               | Гольф            | Іспанія         |
| 1990 | Сіто Понс                                                                           | Мотоцикл         | Іспанія         |
| 1991 | Сергій Бубка                                                                        | Легка атлетика   | СРСР            |
| 1992 | Мігель Індурайн                                                                     | Велосипед        | Іспанія         |
| 1993 | Хав'єр Сотомайор                                                                    | Легка атлетика   | Куба            |
| 1994 | Мартіна Навратілова                                                                 | Теніс            | США             |
| 1995 | Гассіба Булмерка                                                                    | Легка атлетика   | Алжир           |
| 1996 | Карл Льюїс                                                                          | Легка атлетика   | США             |
| 1997 | Чоловіча марафонська збірна Іспанії на чемпіонаті світу 1997 року з легкої атлетики | Легка атлетика   | Іспанія         |
| 1998 | Аранча Санчес Вікаріо                                                               | Теніс            | Іспанія         |
| 1999 | Штеффі Граф                                                                         | Теніс            | Німеччина       |
| 2000 | Ленс Армстронг                                                                      | Велосипед        | США             |
| 2001 | Мануель Естіарте                                                                    | Водне поло       | Іспанія         |
| 2002 | Збірна Бразилії з футболу                                                           | Футбол           | Бразилія        |
| 2003 | Тур де Франс                                                                        | Теніс            | Франція         |
| 2004 | Гішам Ель-Герруж                                                                    | Легка атлетика   | Марокко         |
| 2005 | Фернандо Алонсо                                                                     | Формула-1        | Іспанія         |
| 2006 | Збірна Іспанії з баскетболу                                                         | Баскетбол        | Іспанія         |
| 2007 | Міхаель Шумахер                                                                     | Формула-1        | Німеччина       |
| 2008 | Рафаель Надаль                                                                      | Теніс            | Іспанія         |
| 2009 | Олена Ісинбаєва                                                                     | Легка атлетика   | Росія           |
| 2010 | Збірна Іспанії з футболу                                                            | Футбол           | Іспанія         |
| 2011 | Хайле Гебрселассіє                                                                  | Легка атлетика   | Ефіопія         |
| 2012 | Ікер Касільяс та Хаві Ернандес                                                      | Футбол           | Іспанія         |
| 2013 | Хосе Марія Оласабаль                                                                | Гольф            | Іспанія         |
| 2014 | Нью-Йоркський марафон                                                               | Легка атлетика   | США             |
| 2015 | Пау Газоль та Марк Газоль                                                           | Баскетбол        | Іспанія         |
| 2016 | Франціско Хав'єр Гомес Ноя                                                          | Легка атлетика   | Іспанія         |
| 2017 | Збірна Нової Зеландії з регбі                                                       | Регбі            | Нова Зеландія   |
| 2018 | Райнгольд Месснер & Кшиштоф Велицький                                               | Альпінізм        | Італія & Польща |
| 2019 | Ліндсі Вонн                                                                         | Гірські лижі     | США             |
| 2020 | Карлос Сайнс                                                                        | Автогонки        | Іспанія         |
| 2021 | Тереза Пералес                                                                      | Плавання         | Іспанія         |

### Дослідження у галузі науки і техніки
- 1981: Альберто Сольс[es]
- 1982: Мануель Бальєстер[en]
- 1983: Луїс Сантало[en]
- 1984: Антоніо Гарсія-Бельїдо[en]
- 1985: Еміліо Росенблует[en] та Давід Васкес Мартінес
- 1986: Антоніо Гонсалес Гонсалес[es]
- 1987: Пабло Рудомін Севноваті[en] та Хасінто Конвіт[en]
- 1988: Мануель Кардона[en] та Маркос Мошинскі
- 1989: Гідо Мунч
- 1990: Сальвадор Монкада[en] та Сантіаго Грісолія[es]
- 1991: Франсіско Болівар Сапата[en]
- 1992: Федеріко Гарсія Молінер[es]
- 1993: Амабле Ліньян[es]
- 1994: Мануель Елькін Патарройо[en]
- 1995: Мануель Лосада Вільясанте[es] та Instituto Nacional de Biodiversidad[en] Коста-Рика
- 1996: Валентин Фустер[en]
- 1997: команді археологів дослідивших Сьєрра-де-Атапуерка
- 1998: Еміліо Мендес Перес[es] та Педро Мігель Етксеніке[en]
- 1999: Рікардо Міледі[en] та Енріке Морено Гонсалес[es]
- 2000: Люк Монтаньє та Роберт Галло[en]
- 2001: Крейг Вентер, Джон Салстон, Гемілтон Сміт, Френсіс Коллінз та Жан Вейссенбах[en]
- 2002: Роберт Елліот Кан, Вінтон Серф, Тім Бернерс-Лі та Лоуренс Робертс[en]
- 2003: Джейн Гудолл
- 2004: Джуда Фолкман[en], Ентоні Хантер[en], Жоан Масаге[en], Берт Фогельштейн та Роберт Вайнберг[en]
- 2005: Антоніо Дамасіо[en]
- 2006: Хуан Іґнасіо Сірак
- 2007: Хінес Мората[es] та Пітер Лоуренс[en]
- 2008: Суміо Іїдзіма[en], Накамура Сюдзі, Роберт Ленгер, Джордж Вайтсайдс [en] та Тобін Маркс[en]
- 2009: Мартін Купер та Рей Томлінсон
- 2010: Девід Джуліус, Барух Мінке[es] та Лінда Воткінс[es]
- 2011: Джозеф Альтман[en], Артуро Альварес-Буйлья[es] та Джакомо Ріццолатті
- 2012: Грег Вінтер та Річард Лернер[en]
- 2013: Пітер Хіггс, Франсуа Англер and CERN
- 2014: Авеліно Корма[en], Марк Е. Девіс[en] та Гален Д. Стуккі[en]
- 2015: Еммануель Шарпентьє та Дженніфер Дудна
- 2016: Г'ю Герр[en]
- 2017: Райнер Вайс, Кіп Торн, Беррі Беріш та наукова колаборація LIGO Scientific Collaboration
- 2018: Сванте Паабо
- 2019: Джоан Чорі, Сандра Діас[en]
- 2020: Еммануель Кандес[en], Інгрід Добеші, Ів Мейєр, Теренс Тао
- 2021: Каталін Каріко, Дрю Вайсман

### Згода
- 1986: Vicariate of Solidarity[en] (Чилі)
- 1987: Вілья-ель-Сальвадор[en]
- 1988: Міжнародний союз охорони природи та Всесвітній фонд дикої природи
- 1989: Стівен Гокінг
- 1990: Сефарди громада
- 1991: Medicus Mundi International[en] та Лікарі без кордонів
- 1992: American Foundation for AIDS Research (AMFAR)
- 1993: Coordinadora Gesto por la Paz de Euskal Herria[es] у Країні Басків
- 1994: Save the Children, National Movement of Street Children и United Nations Messengers of Peace[en]
- 1995: Хусейн бен Талал, король Йорданії
- 1996: Адольфо Суарес
- 1997: Ієгуді Менухін та Мстислав Ростропович
- 1998: Николас Кастельянос, Вісенте Феррер Мончо[en], Хоакін Санс Гадеа[es] та Мохаммад Юнус
- 1999: іспанське відділення Карітас Інтернаціоналіс
- 2000: Асоціація академій іспанської мови[en] та Королівська академія іспанської мови
- 2001: Світова мережа біосферних заповідників
- 2002: Даніель Баренбойм та Едвард Саїд
- 2003: Джоан Роулінг
- 2004: Дорога Святого Якова
- 2005: Дочки милосердя
- 2006: UNICEF
- 2007: Яд Вашем
- 2008: Інгрід Бетанкур
- 2009: місто Берлін
- 2010: Manos Unidas
- 2011: Ліквідатори аварії на АЕС Фукусіма I[en]
- 2012: Federación Española de Bancos de Alimentos[es] (FESBAL) (FESBAL)
- 2013: Іспанська національна організація сліпих
- 2014: Кадді Адзуба[es]
- 2015: Боніфратри
- 2016: SOS Children's Villages
- 2017: European Union
- 2018: Сільвія Ерл
- 2019: місто Гданськ
- 2020: іспанським медикам за боротьбу проти COVID-19
- 2021: Хосе Андрес та World Central Kitchen